# دروری کرزن دروری-لو
دروری کرزن دروری-لو (انگلیسی: Drury Drury-Lowe؛ ۳ ژانویه ۱۸۳۰ – ۶ آوریل ۱۹۰۸) فرد نظامی اهل پادشاهی متحد بریتانیای کبیر و ایرلند بود. وی همچنین برندهٔ جوایزی همچون نشان حمام شده‌است.